# Adèle Söderholm
Adolfina Cecilia (Adèle) Söderholm, född Ekekrantz 19 mars 1887, död 21 juni 1952 i Maria Magdalena församling i Stockholm, var en svensk skådespelare.
Söderholm är begravd på Skogskyrkogården i Stockholm.

## Filmografi
- 1935 – Swedenhielms
- 1940 – Stål
- 1940 – Kyss henne!
- 1941 – Springpojkar är vi allihopa
- 1941 – Gentlemannagangstern
- 1941 – Landstormens lilla argbigga
- 1941 – Göranssons pojke
- 1941 – Fröken Vildkatt
- 1943 – Stora skrällen
- 1948 – Nu börjar livet
- 1952 – Snurren direkt